# 雛あられ

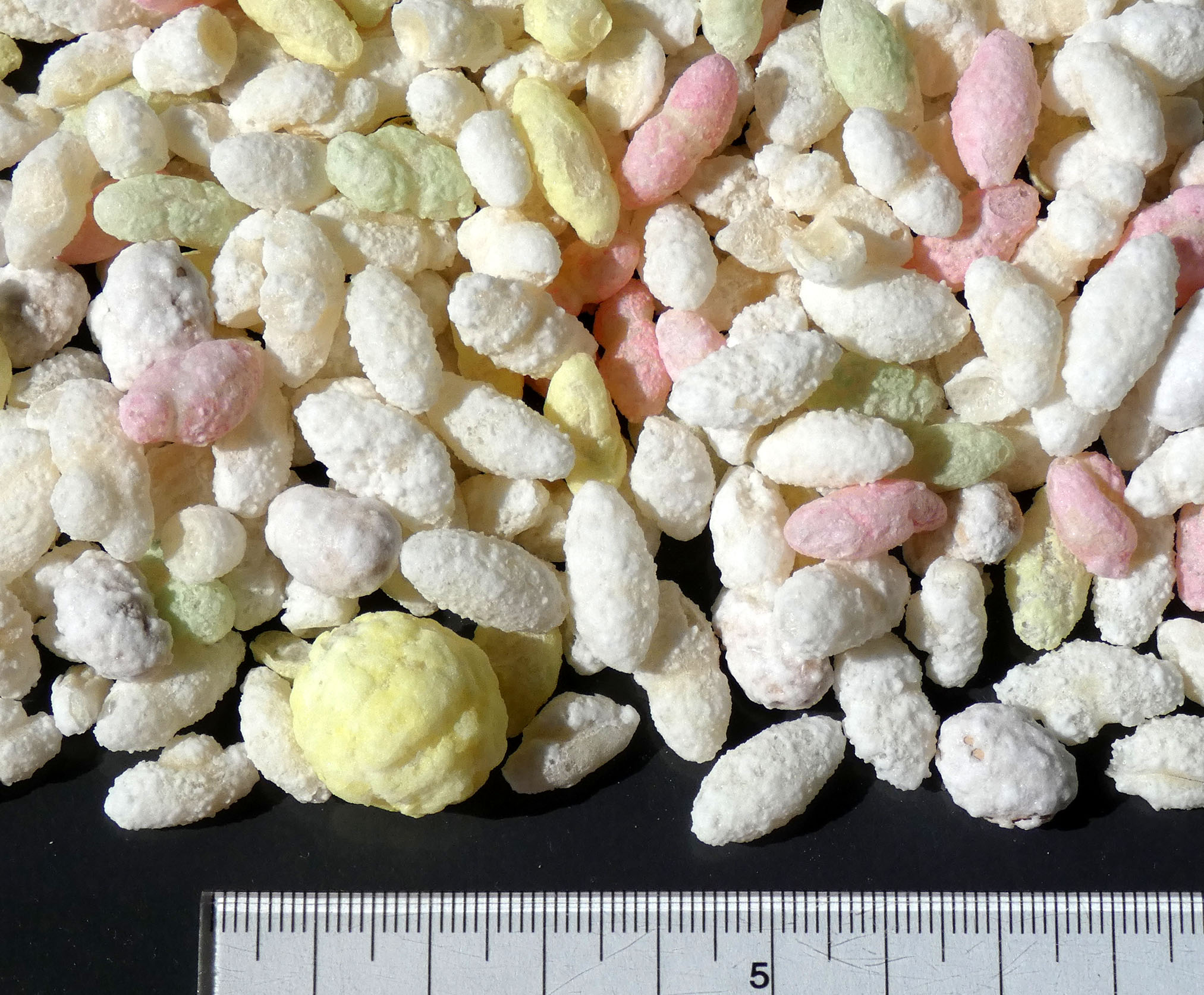
関東のひなあられ

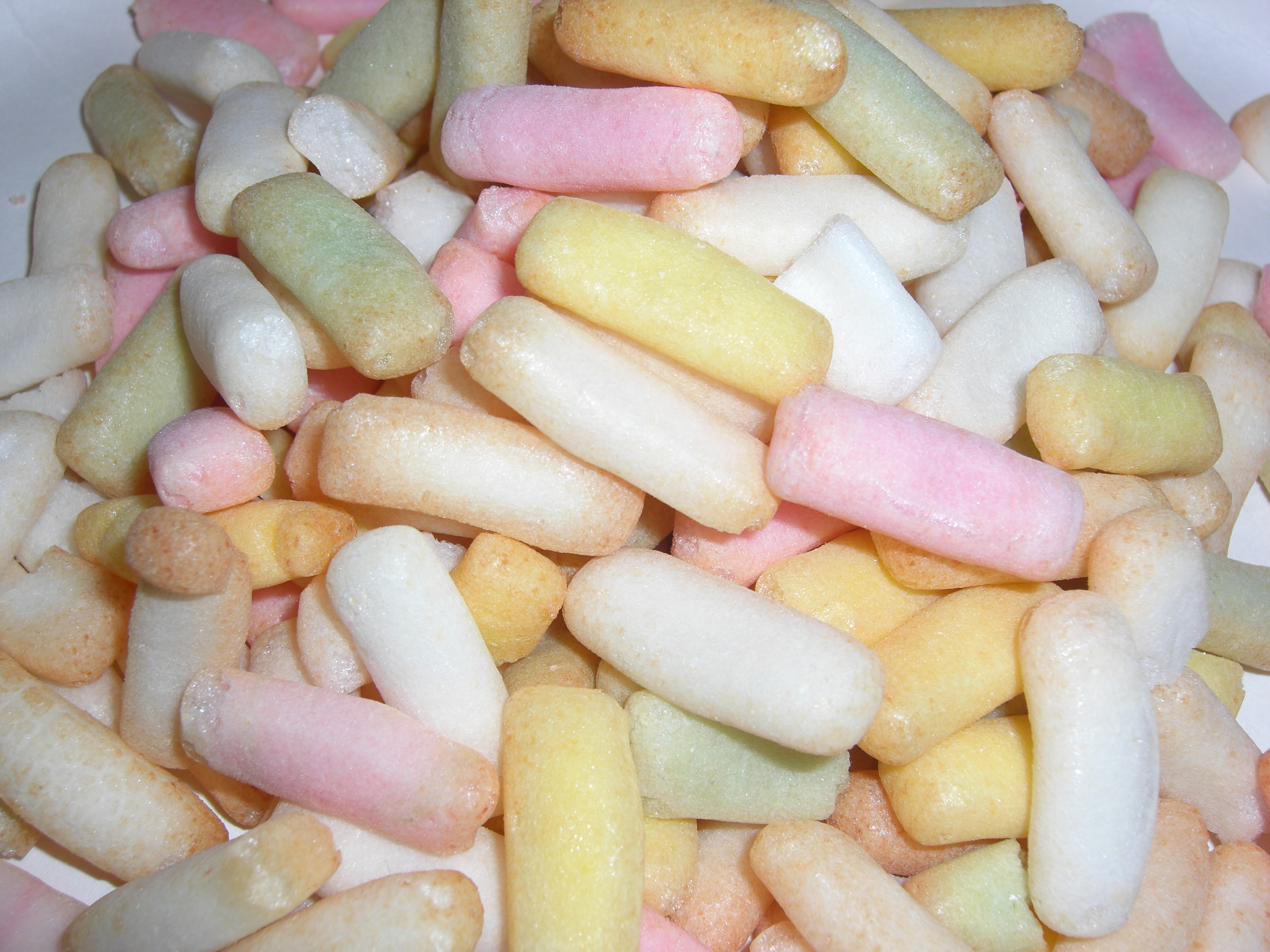
東海のひなあられ

雛霰（ひなあられ）とは、桃の節句（3月3日）である雛祭りに供えられる節句菓子であり、和菓子（あられ）の一種。
菓子に付けられる白色は雪、緑色は木々の芽、桃色は生命を表している。
始まりは、ひな人形を野外へ持ち運び、様々な景色を見せる風習「雛の国見せ」の際の携行食であるとされる。

## 関東
うるち米の乾飯（炊くか蒸した後に十分乾燥させたもの）や豆を炒ったものに砂糖がけして甘味を付けている。桃色・緑色などの色を付ける場合、あられに着色するか、色付きの砂糖をあられにかける。
江戸時代に、残った米を乾燥させてあぶって作った。米を直に炒めて作った爆米（はぜ）が流行っており、それを雛あられと命名したなどの諸説ある。

## 東海
名古屋圏の雛あられには、円柱形のものと丸いものがあり、甘い味付けとされている。またマヨネーズ味という独自の味のついたあられが入っているものもある。

## 関西
関西では、一般的な塩または醤油味のもち米を原料としたあられを、1センチ程度の丸い形状にして作っている。
桃色は海老、緑色は青海苔などを使う。着色料を使ったものもある。チョコレートをコーティングしたものが混ざっているものも見られる。
雛祭りの菱餅を砕いて炒ったのが始まりとされる。

## 北海道
北海道の雛あられはかりんとう味の雛あられである。
色合いは関西の雛あられと似ていて、かりんとうの形や丸い形が一般的。